# Platostoma cochinchinense
Platostoma cochinchinense là một loài thực vật có hoa trong họ Hoa môi. Loài này được João de Loureiro miêu tả khoa học đầu tiên năm 1790 dưới danh pháp Dracocephalum cochinchinense / Dracocephalum cochinchinensis. Năm 1997 A. J. Paton chuyển nó sang chi Platostoma.
Loài này là bản địa khu vực từ đông nam Trung Quốc (gồm cả Hải Nam), Campuchia, Lào, Thái Lan, Việt Nam tới Indonesia (Sumatra, Java).